# Adrián Chapela
Adrián Chapela Lage (nacido el 16 de abril de 1994, Lugo, España) es un baloncestista profesional español. Se desempeña en la posición de base y actualmente juega en el Palmer Basket Mallorca de la Primera FEB.

## Bíografia
Nació en la ciudad de Lugo (Galicia), en el seno de una familia relacionada con el deporte. Su padre jugó en su día con el Estudiantes de Lugo y su madre llegó a la élite del vóley, jugando en división de honor durante varias temporadas con el Ribeira Sacra Monforte. Adrián empezó a jugar al baloncesto cuando tenía 5 años en el Cidade de Lugo. A los 6 ingresó en la cantera del Estudiantes de Lugo, y ahí creció deportivamente hasta convertirse en una de las perlas del baloncesto español, llegando incluso a jugar en las categorías inferiores de la selección española y conseguir colgarse la medalla de oro en 2012 en el prestigioso torneo de Männheim (Alemania). Aquel campeonato marcó un antes y un después en la vida deportiva de un jugador que desde hace varios años estaba señalado como una de las grandes promesas del baloncesto gallego, y es que siendo infantil ya revolucionaba sus partidos con una mezcla perfecta de técnica individual e intensidad defensiva.
Adrián supo estar en el momento y lugar adecuado, tuvo paciencia y su oportunidad llegó gracias a Lisardo Gómez, que ha sido un tutor deportivo perfecto para Chapela. El lucense debutó con el ‘Breo’ en la temporada 2012-13, justamente en su primer año sénior. Aquel año alternaba la competitiva Adecco Oro con el equipo de su ciudad y el Estudiantes de Lugo, de liga EBA. Han sido dos años disputando -de manera frecuente- la Adecco Oro y finalmente parece haberse asentado a sus 20 años en la categoría.
Chapela jugó en el Xuven Cambados (2015-2017, LEB Plata), CB Breogán (2013-2015. LEB Oro) y Estudiantes Lugo (2012-2013, EBA).
Además, ha sido internacional con la selección española sub-18, campeón de Europa en el año 2011 y campeón del Torneo de Mannheim 2012.
La temporada 2017-18, disputó la LEB Plata con HLA Alicante de LEB Plata, equipo con el que llegó a jugar la final del Playoff de LEB Plata promediando 30 partidos de liga regular y 13 en el Playoff de ascenso a la LEB Oro con el equipo alicantino, disputando una media de 23:15 minutos por partido, con 7,5 puntos y 9,5 de valoración.
En 2018, Adrián se convierte en nuevo jugador del Forca Lleida para volver a la Liga LEB Oro.
El 28 de julio de 2021, firma por una temporada con el Club Melilla Baloncesto de la Liga LEB Oro.
El 10 de junio de 2022, regresa al HLA Alicante para jugar en Liga LEB Oro, cuatro temporadas después.
En la temporada 2023-24, firma por el Club Baloncesto Peixefresco Marín de la Liga EBA.
El 30 de noviembre de 2023, firma por el Palmer Basket Mallorca de la LEB Plata, con el que disputa dos encuentros en los que ha acumulado 27 minutos de juego, 7,5 puntos y 6 asistencias de media.
El 13 de diciembre de 2023, firma por el Oviedo Club Baloncesto de la LEB Oro.
El 22 de julio de 2024, firma por el Palmer Basket Mallorca de la Liga LEB Plata.
En la temporada 2025-26, renueva su contrato con el Palmer Basket Mallorca tras lograr el ascenso a la Primera FEB.